# Ferrari 488 GTB
Ferrari 488 GTB (Type F142M) — модернізована версія моделі 458 Italia, яка змінила атмосферний двигун на турбований. На початку лютого 2015-го італійський виробник представив нове купе 488 GTB, а світова прем'єра відбулася в березні того ж року на Женевському автосалоні.
GTB - абревіатура GranTurismo Berlinetta, а відкрита версія носить приставку Ferrari 488 Spider.

## Технічні характеристики

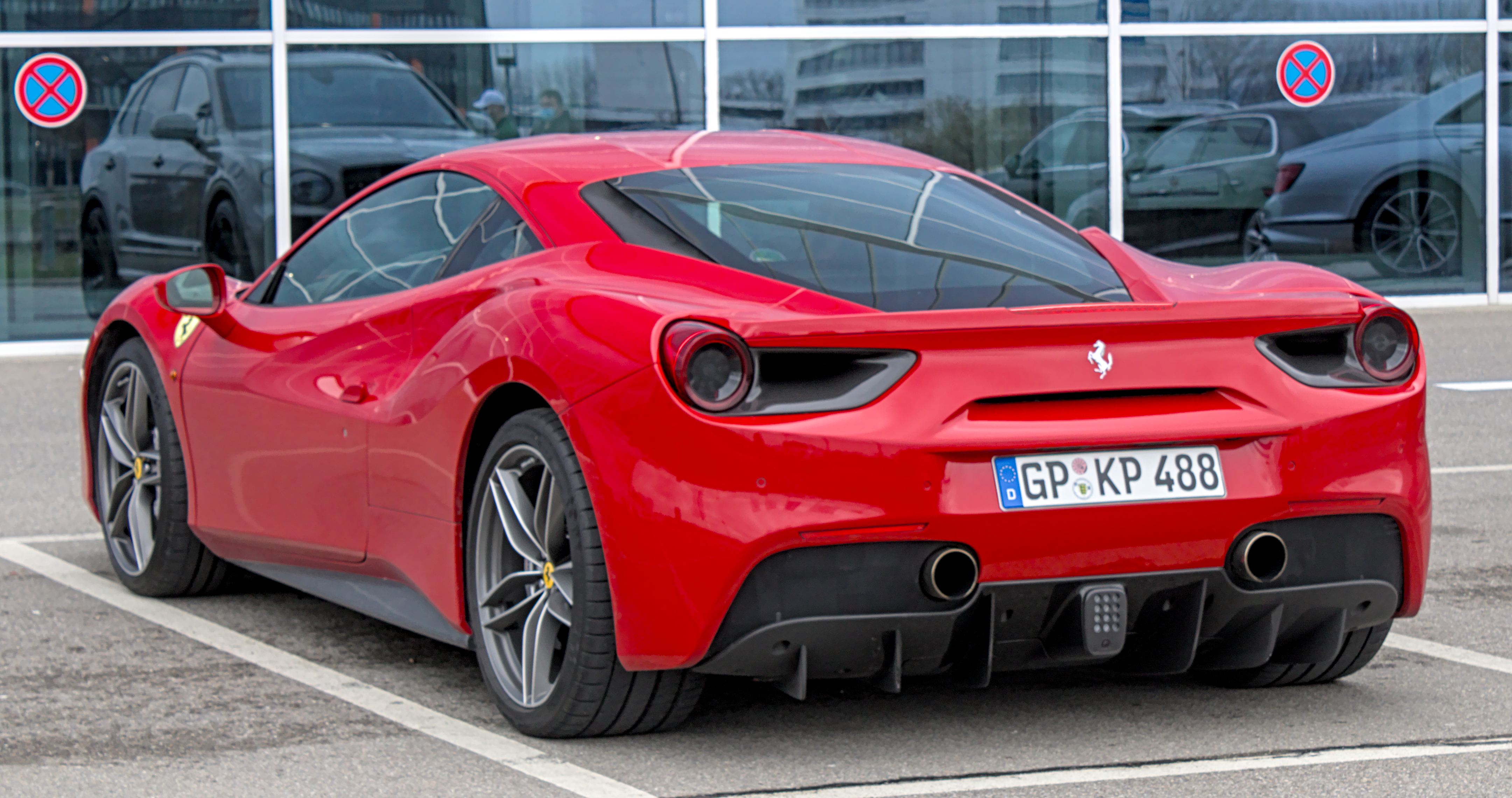
Ferrari 488 GTB

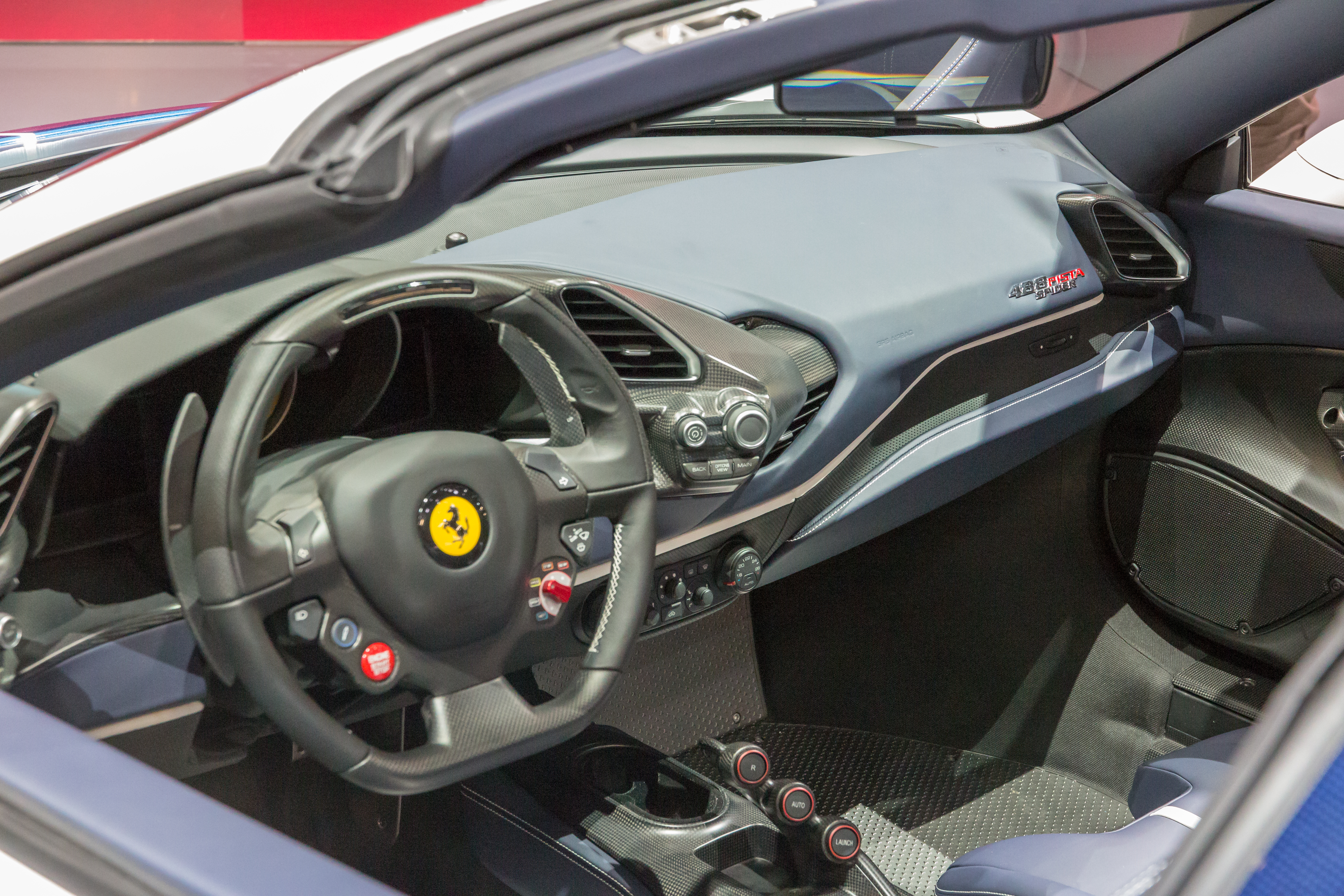

При конструюванні деяких частин використовувалися ті ж технології, що і при створенні LaFerrari. В шасі в основному використаний алюміній, але в інших деталях присутній титан і вуглепластик. Баланс ваги близький до ідеалу - 41,5% і 58,5%.
|                                | Ferrari 488 GTB  |
| ------------------------------ | ---------------- |
| Об'єм (см³)                    | 3902             |
| Потужність (к.с./кВт при хв−1) | 670/492 при 8000 |
| Крутний момент (Нм/хв−1)       | 760/3000         |
| Привід                         | Задній           |
| 0-100 км/год                   | 3,0              |
| 0-200 км/год                   | 8,3              |
| Максимальна швидкість (км/год) | > 330            |
| Витрати пального (л/100 км)    | 11.4             |
| CO2-Викиди (г/км)              | 260              |
| Вага (кг)                      | 1370             |
| Роки випуску                   | з 2015           |

### Двигун
На заміну старого атмосферного двигуна прийшов новий бітурбо двигун 3.9 л V8 F154 CB з кутом нахилу циліндрів 90°, потужність в 670 к.с доступна при 8000 об/хв, а крутний момент при 3000 об/хв досягає 760 Нм на 7й передачі.
Блок циліндрів повністю алюмінієвий, застосовується технологія мащення з сухим картером. На відміну від аналогічного турбованного двигуна California T, об'єм збільшився на 47 см3, на двигун встановлюються кулько-підшипникові турбонагнітачі зі сплаву титану і алюмінію більші за розміром, а також 2 повітряних інтеркулера. Крім того, змінені інші агрегатні вузли.
Використання турбокомпресорів вплинуло на викиди CO2, показник скоротився на 15%, що становить 260 грам на кілометр. Також електроніка автомобіля може заглушити двигун при зупинці, для економії палива. Двигун отримав співвідношення 169 к.c./літр.

### Ходова частина і трансмісія
Автомобіль забезпечили системою контролю бічних ковзань Slide Slip Control 2, електроннокерованим диференціалом E-Diff F1-Track, трекшн-контролем "manettino" з декількома режимами, а також системою Variable Torque Management, яка обмежує крутний момент на знижених передачах. Система Launch Control дозволяє домогтися меншої пробуксовки при розгоні з місця.
Модифікована 7-ступінчаста коробка передач з подвійним зчепленням від 458 Italia, створена компанією Getrag, стала швидшою на 30% при підвищенні і на 40% при зниженні передач.
Передня підвіска незалежна на подвійних поперечних важелях і задня піддалася невеликим доопрацюванням, були встановлені магнітні адаптивні амортизатори FrS SMC-E для кращої стійкості на поворотах.
Карбоно-керамічні гальма Brembo (розміри 398 мм спереду і 360 мм ззаду) і високопродуктивний ABS з надбудовою Ferrari Pre-Fill скоротили гальмівний шлях на 9% в порівнянні з попередньою моделлю. Автомобіль отримав 20-дюймові легкосплавні диски з покришками Michelin Supersport Cup 2 245/35 мм спереду і 305/30 мм ззаду.
Суха маса автомобіля складає 1370 кг, що на 10 кг менше ніж у попередньої моделі, а при повній масі вага становить 1475 кг.

## 488 Spider

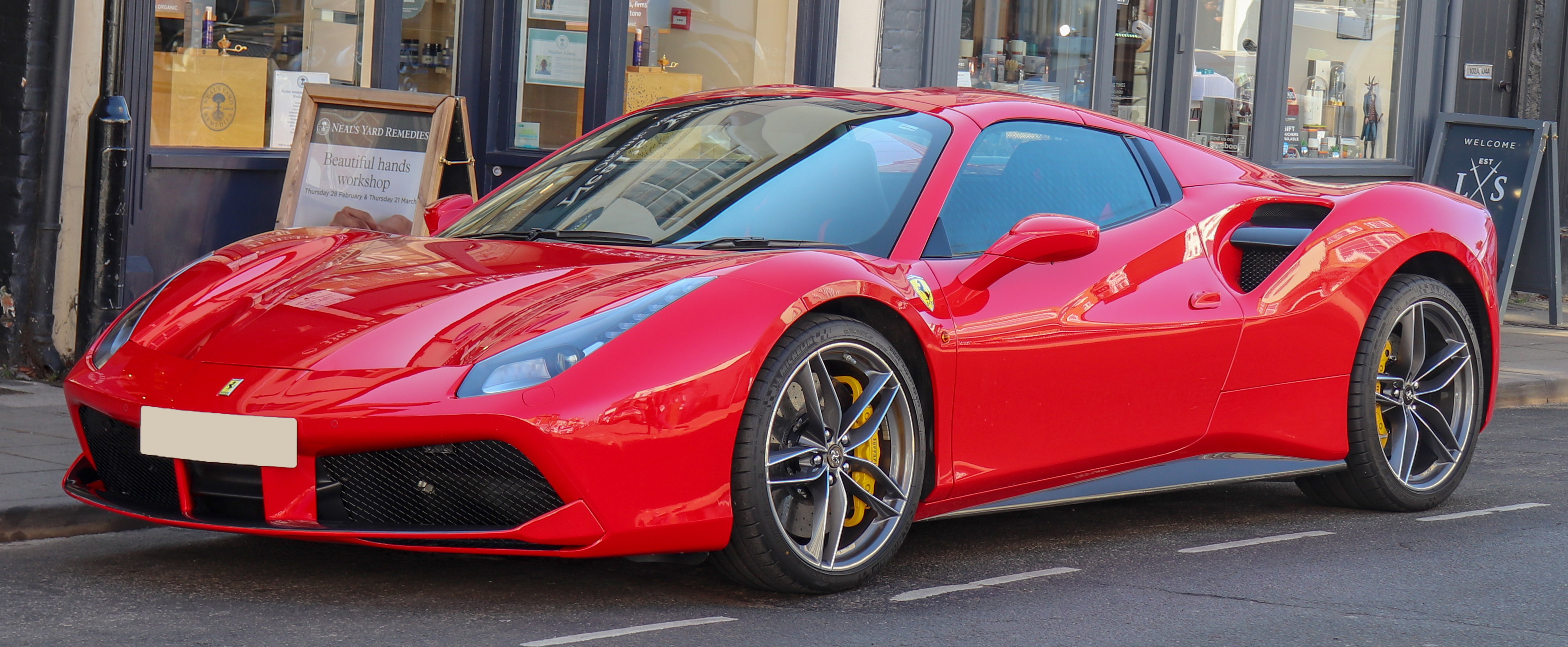
Ferrari 488 Spider

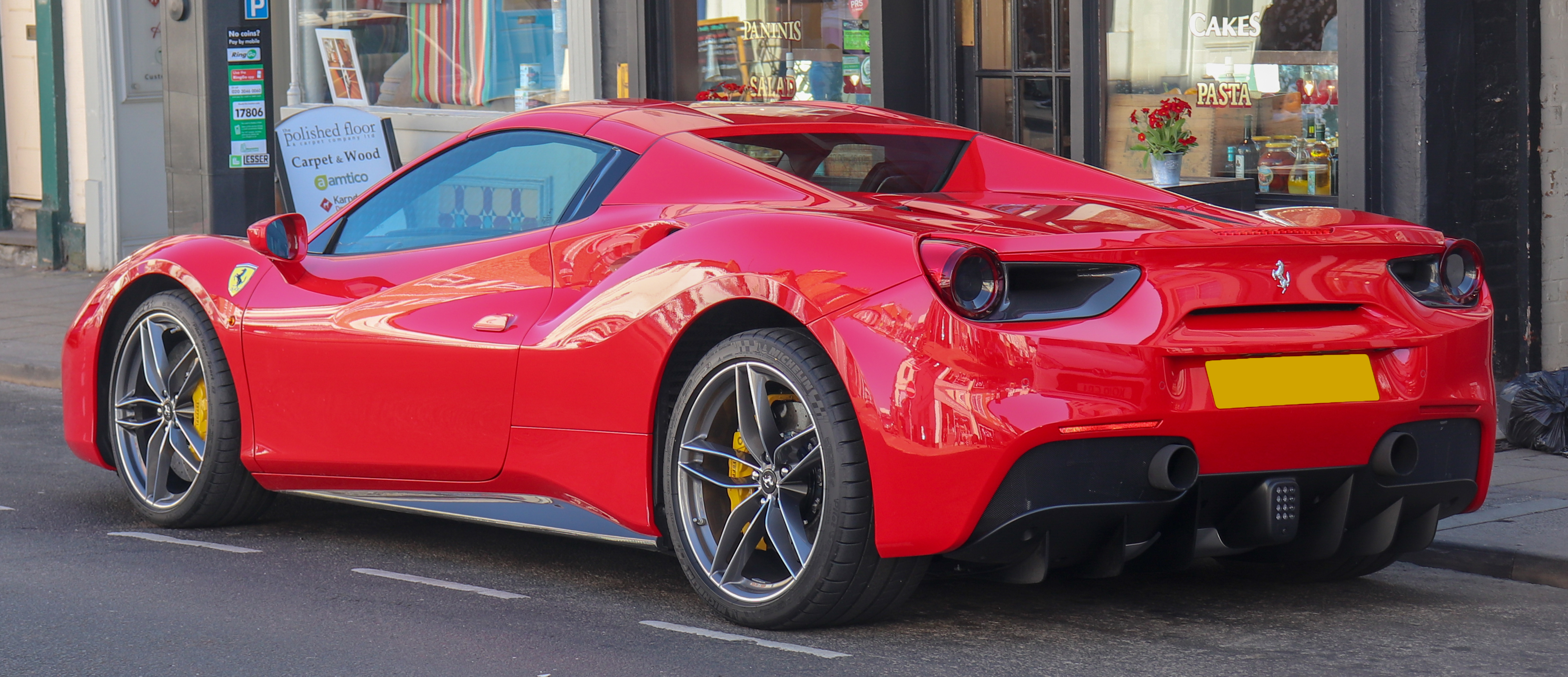
Ferrari 488 Spider

Ferrari 488 Spider був представлений на Франкфуртському автосалоні у вересні 2015 року, тоді як перші фото були офіційно показані в серпні того ж року. Автомобіль має той же силовий агрегат, трансмісію і ходову частину, як і у "берлінетта", твін-турбовий V8-двигун об'ємом 3.9 літрів і потужністю 670 к.с при 8000 об/хв і 760 Нм при 3000 об/хв в парі 7-ступеневим "роботом" з подвійною системою зчеплення. Відкрита версія важить майже на 50 кг більше за купе, але на 10 кг менше за попередника, 458 Spider, до того ж підвищилася жорсткість на кручення на 23%.
Автоматичний жорсткий дах виробництва Scaglietti був названий Retractable Hard Top. Така ж конструкція використовувалася в 458 Spider. Вона зроблена з алюмінію, що позначилося на вазі - економить 40 кг при використанні традиційних матеріалів для стандартного жорсткого верху і 25 кг при встановленні м'якого. Дах складається в спеціальний відсік за 14 секунд, причому є можливість складати або піднімати верх при русі автомобіля на низьких швидкостях, тоді як в попередниці така можливість була відсутня, а також заднє скло, яке може бути опущено незалежно від того, відкритий верх чи ні. У Ferrari кажуть, що при 200 км/год з відкритим верхом, в кабіні автомобіля буде комфортно розмовляти, не підвищуючи голос.
До конкурентам можна віднести Lamborghini Huracán LP 610-4 Spyder і McLaren 650S Spider.

## 488 Pista

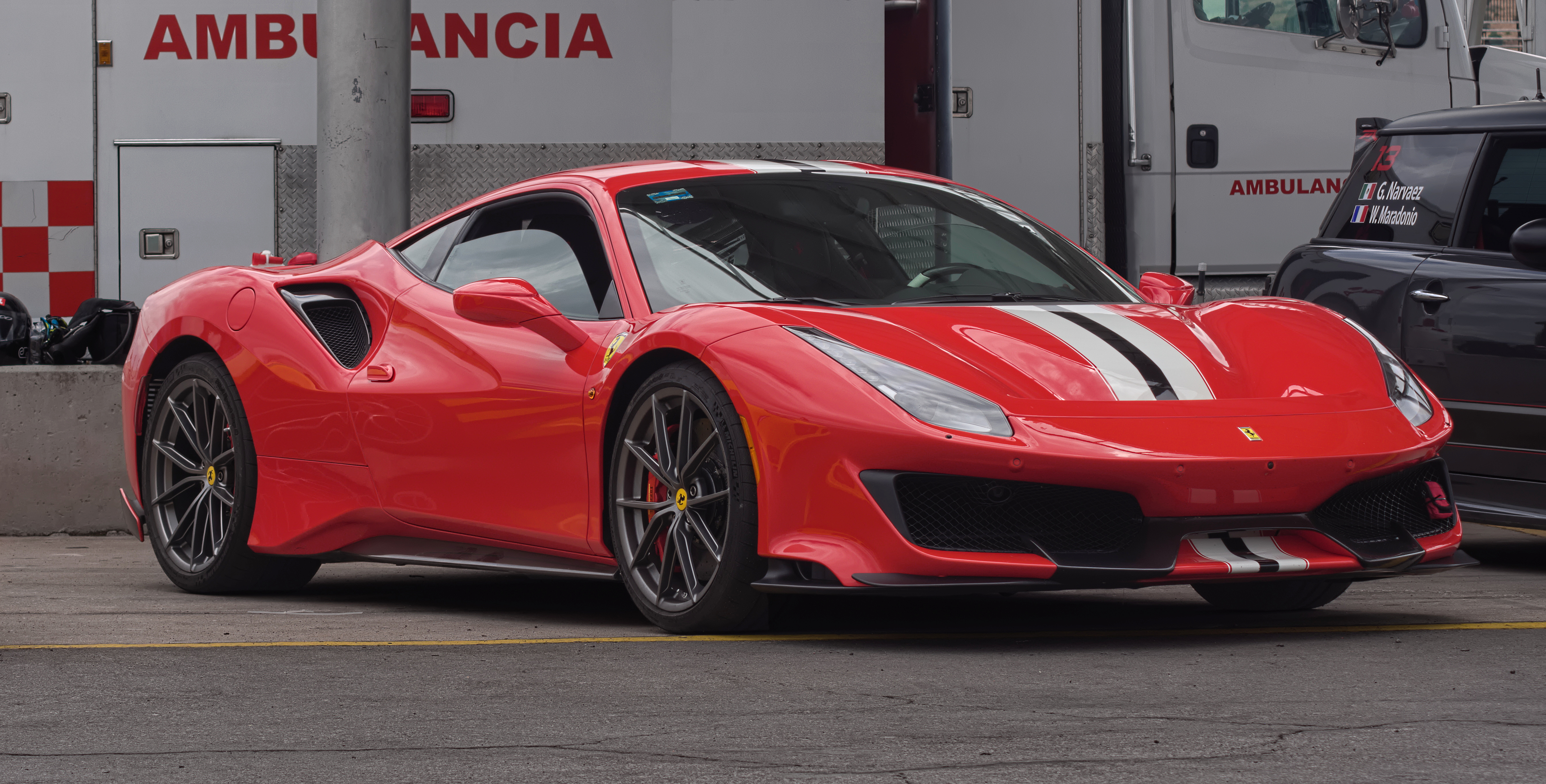
Ferrari 488 Pista

В березні 2018 року на Женевському автосалоні Ferrari представила 488 Pista. З потужністю 720 к.с. це найпотужніший варіант серії, використовується 3,9-літровий турбодвигун, уже відомий з GTB та Spider. 488 Pista повинен розганятися до 100 км/год за 2,85 секунди і розвивати максимальну швидкість понад 340 км/год. Попередниками моделі є 360 Challenge Stradale, 430 Scuderia і 458 Speciale.
У серпні 2018 року Ferrari представила кабріолет-версію 488 Pista Spider на Pebble Beach Concours d'Elegance. Це 50-та модель кабріолета Ferrari.

## Автоспорт

### Дизайн і введення
Гоночні версії 488 GTB є наступниками 458 Italia GTC і GT3. Вони мають більш агресивний кузов порівняно зі специфікаціями 458 Italia GTE та GT3 завдяки новим правилам FIA GTE та GT3 2016 року, вони зберігають той самий двигун, що використовується в дорожніх автомобілях. У 2016 році 488 GTE був зареєстрований AF Corse у Чемпіонаті світу з перегонів на витривалість FIA, який також брав участь у престижній гонці 24 години Ле-Мана, а Risi Competizione брав участь у чемпіонаті IMSA WeatherTech SportsCar Championship. І 488 GTE, і GT3 були розроблені Марко Файнелло та представлені на Finali Mondiali Ferrari 2015 року, який проходив у Муджелло.

### 488 GTE
488 GTE дебютував у змаганнях у 1 раунді WeatherTech SportsCar Championship 2016 під час 24 годин Дейтони 30–31 січня. 488 GTE від Scuderia Corsa фінішував 10-м і 4-м у класі GTLM. У 2016 році на 24 годинах Ле-Мана автомобіль зайняв друге місце під керуванням Risi Competizione. Автомобіль здобув перемогу на Petit Le Mans 2016, який проводить Risi Competizione.
488 GTE у 2017 році вийшов на трасу під час першої гонки чемпіонату IMSA WeatherTech SportsCar Championship у 2017 24 Hours of Daytona, де автомобіль посів третє місце в класі GTLM, яким керує Risi Competizione. У тому ж році 488 GTE виграв чемпіонат FIA World Endurance Championship як серед виробників, так і серед водіїв, яким керував AF Corse, і посів третє місце також у 12 годинах Себрінга 2017 і Petit le Mans 2017, які проводить Risi Competizione.
488 GTE Evo був представлений на початку 2018 року вчасно для команд, які змагаються на 24 годинах Ле-Мана.
У 2019 році Ferrari 488 Evo виграв клас LMGTE Pro у 24-годинній гонці Ле-Мана 2019 з AF Corse №51 Ferrari 488 GTE. Автомобілі також перемогли в класі GTLM на Petit Le Mans 2019 і зайняли друге місце на 24 Hours of Daytona 2019, яку проводить Risi Competizione.

### 488 GT3

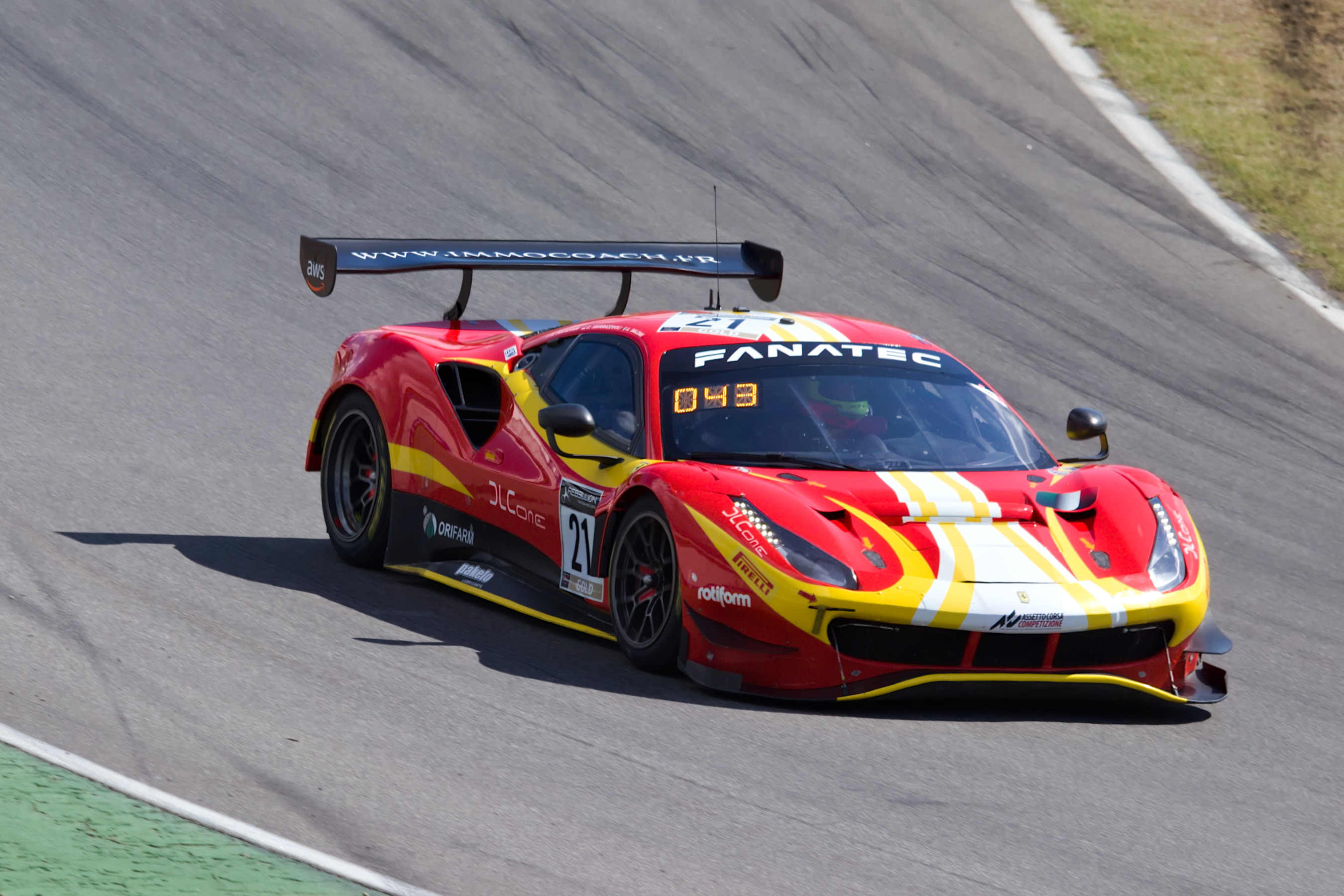
Ferrari 488 GT3

488 GT3 дебютував у світових змаганнях у другому раунді 2016 Australian GT Championship на трасі Albert Park Circuit у Мельбурні 17 березня (раунд проходив як допоміжна категорія Гран-прі Австралії 2016 року). Італієць Андреа Монтерміні та датський пілот Бенні Сімонсен поділилися машиною для австралійської команди Vicious Rumor Racing. У чотирьох перегонах, які складали раунд, Монтерміні фінішував п’ятим у гонці 1 і 14-м у гонці 3, тоді як Сімонсен фінішував другим у гонці 2 і шостим у четвертій і останній гонці.
У лютому 2017 року 488 GT3 виграв 12-годинну гонку Liqui Moly Bathurst 2017, яку проводить Maranello Motorsport. Автомобіль зайняв гонку з поул-позиції та здебільшого залишався на передовій протягом більшої частини гонки, і не випадав з топ-5 протягом усієї гонки. Це була друга перемога Ferrari на змаганнях, обидві здобуті в 2014 і 2017 роках від Maranello Motorsport.
У 2020 році Ferrari анонсувала оновлений 488 GT3 EVO 2020 з покращеною передньою частиною в аеродинаміці, контролі автомобіля та ергономікою з новим легшим сидінням, розробленим разом із Sabelt. Двигун може видавати близько 600 к.с. (441 кВт) і 700 Нм з обмеженнями.
У 2021 році Ferrari 488 GT3 Evo виграв змагання 24 Hours of Spa 2021 у категорії PRO Class, яке проводить команда Iron Lynx Motorsports.

### 488 GT Modificata
Ferrari 488 GT Modificata — це автомобіль обмеженої серії, який поєднує в собі навички та технології, розроблені для 488 GT3 та 488 GTE, виходячи за рамки, накладені технічними та спортивними правилами, щоб повністю використати їхній потенціал. 488 GT Modificata призначений виключно для використання на трасі під час трек-днів і на змаганнях Ferrari Club Competizioni GT. Його двигун може видавати до 700 к.с. (515 кВт), що на 100 к.с. (74 кВт) більше, ніж обмежені варіанти.

## Продажі
| рік  | Європа |
| ---- | ------ |
| 2015 | 247    |
| 2016 | 1.286  |
| 2017 | 1.519  |
| 2018 | 1.610  |
| 2019 | 1.340  |
| 2020 | 1.207  |
| 2021 | 152    |

1. ↑  Європа: 2020 ЄС 27 + Велика Британія + Швейцарія + Норвегія + Ісландія